# Tetrapturus belone
Tetrapturus belone е вид лъчеперка от семейство Марлинови (Istiophoridae).

## Разпространение
Видът е разпространен в Албания, Алжир, Гибралтар, Гърция, Египет, Израел, Испания, Италия, Кипър, Либия, Ливан, Малта, Мароко, Монако, Сирия, Словения, Сърбия, Тунис, Турция, Франция и Хърватия.